# Anastasia Krupnik
Pour les articles homonymes, voir Krupnik (homonymie).
Anastasia est le personnage principal d'une série de romans du même nom, écrits par Lois Lowry.

## Qui est Anastasia Krupnik?
Anastasia naît en 1979, à l'âge de 10 ans dans le premier roman de la série, Anastasia Krupnik. Elle atteint l'âge de 12 ans dans C'est encore Anastasia ! puis celui idéal de 13 ans qu'elle conservera dans tous les autres volumes.
Cette jeune adolescente partage avec son auteure un amour immodéré pour les livres. Pour le choix de son lieu de vie idéal, elle hésite entre une bibliothèque et une librairie (qui serait plus pratique car on peut y annexer une petite cuisine), l'essentiel étant de vivre entourée de livres. Mais si Anastasia est une grande lectrice, elle écrit également beaucoup : listes diverses, devoirs d'école, dossiers à constituer pour un professeur, lettres à des correspondants connus ou inconnus... Écrire lui est particulièrement facile grâce à son imagination fertile et débridée.
Physiquement, Anastasia est grande mais se trouve trop maigre et osseuse. Elle se désole surtout d'avoir un gros nez et d'être obligée de porter des lunettes pour corriger sa myopie. Son corps n'est pas encore celui d'une femme, et cela la rassure plutôt car elle a une sainte horreur de toute allusion aux réalités corporelles en général et sexuelles en particulier.
Dans l'édition française (assurée par L'École des loisirs) la couverture de chaque roman présente un portrait d'Anastasia, réalisée par l'illustratrice Anaïs Vaugelade.
Son animal de compagnie est un poisson rouge nommé Franck. Elle lui parle très souvent.

## Les autres personnages
Myron Krupnik est le père d'Anastasia et de Sam. Il a 48 ans, le crâne dégarni et porte la barbe. Poète, il publie des recueils qui se vendent peu mais rencontrent un succès d'estime. Le New York Times l'a qualifié de "maître de la métaphore contemporaine". Il est allergique aux chiens, au grand désespoir de sa femme et de sa fille. Son métier de professeur de lettres à Harvard ne l'empêche pas d'être grand amateur de séries télévisées et d'émissions sur le sport.
Katherine Krupnik est la mère d'Anastasia et Sam. De dix ans plus jeunes que son mari, elle est illustratrice de livres pour les enfants. Travaillant chez elle, elle concilie ainsi parfaitement vie professionnelle et vie familiale, et satisfait ainsi doublement son amour des enfants. Lois Lowry reconnaît que ce personnage lui ressemble beaucoup.
Sam Krupnik est le frère d'Anastasia. Il naît dans le premier volume de la série et a donc trois ans dans le reste de la série.
Sonya Isaacson, Daphné Bellingham et Meredith Halberg sont les trois meilleures amies d'Anastasia.

## Les romans de la série
- Anastasia Krupnik
- C'est encore Anastasia !
- Anastasia à votre service
- Anastasia, demande à ton psy
- Anastasia connaît la réponse
- Une carrière de rêve pour Anastasia
- Le nom de code d'Anastasia
- Anastasia avec conviction